# Hybodillo monocellatus
Hybodillo monocellatus là một loài chân đều trong họ Armadillidae. Loài này được Ferrara & Taiti miêu tả khoa học năm 1982.